# Башкирі
Башки́рі (рос. Башкири, марій. Башкир) — присілок у складі Куженерського району Марій Ел, Росія. Входить до складу Токтайбеляцького сільського поселення.
Стара назва — Башкири.

## Населення
Населення — 6 осіб (2010; 12 у 2002).
Національний склад (станом на 2002 рік):
- росіяни — 67 %
- марійці — 33 %